# XIII Premis de la Unión de Actores
La XIII edició dels Premis de la Unión de Actores, corresponents a l'any 2003, concedits pel sindicat d'actors Unión de Actores y Actrices, va tenir lloc el 10 de maig de 2004 a l'Auditorio Príncipe Felipe (Hotel Auditorium). La gala va estar presentada per les actrius Rosario Pardo i Llum Barrera i Mariola Fuentes amb guió Luis Iborra i Antonio Albert, inspirat en el proper casament reial entre el príncep Felip i Letizia Ortiz i en la que es va retre homenatge a les víctimes dels Atemptat de Madrid de l'11 de març de 2004. Hi van assistir 2.500 persones, i Mercedes Ferrer i Carmen Paris van posar música a l'homenatge interpretant Madrid despierta. Les grans triomfadores de la nit van ser la pel·lícula Te doy mis ojos i la sèrie Aquí no hay quien viva.

## Candidatures

### Premi a Tota una vida
- Juan José Otegui

### Premi Especial
- Revista Primer Acto
- Revista de la ADE

### Cinema

#### Millor actriu protagonista
| Actriu         | Pel·lícula        | Resultat   |
| -------------- | ----------------- | ---------- |
| Laia Marull    | Te doy mis ojos   | Guanyadora |
| Adriana Ozores | La suerte dormida | Candidata  |
| Candela Peña   | Torremolinos 73   | Candidata  |

#### Millor actor protagonista
| Actor           | Pel·lícula      | Resultat  |
| --------------- | --------------- | --------- |
| Ernesto Alterio | Días de fútbol  | Candidat  |
| Óscar Jaenada   | Noviembre       | Candidat  |
| Luis Tosar      | Te doy mis ojos | Guanyador |

#### Millor actriu secundària
| actriu        | Pel·lícula           | Resultat   |
| ------------- | -------------------- | ---------- |
| María Botto   | Soldados de Salamina | Candidata  |
| Candela Peña  | Te doy mis ojos      | Guanyadora |
| María Pujalte | En la ciudad         | Candidata  |

#### Millor actor secundari
| Actor            | Pel·lícula           | Resultat  |
| ---------------- | -------------------- | --------- |
| Joan Dalmau      | Soldados de Salamina | Candidat  |
| Eduard Fernández | En la ciudad         | Guanyador |
| Fernando Tejero  | Días de fútbol       | Candidat  |

#### Millor actriu de repartiment
| Actriu         | Pel·lícula                              | Resultat   |
| -------------- | --------------------------------------- | ---------- |
| Berta Ojea     | La gran aventura de Mortadelo y Filemón | Candidata  |
| Nathalie Poza  | Días de fútbol                          | Candidata  |
| Leonor Watling | Mi vida sin mí                          | Guanyadora |

#### Millor actor de repartiment
| Actor            | Pel·lícula                  | Resultat  |
| ---------------- | --------------------------- | --------- |
| Miguel Foronda   | Planta 4ª                   | Candidat  |
| Rubén Ochandiano | La flaqueza del bolchevique | Candidat  |
| Secun de la Rosa | Días de fútbol              | Guanyador |

#### Millor actriu revelació
| Actriu           | Pel·lícula                  | Resultat   |
| ---------------- | --------------------------- | ---------- |
| Nathalie Poza    | Días de fútbol              | Guanyadora |
| Verónica Sánchez | Al sur de Granada           | Candidata  |
| María Valverde   | La flaqueza del bolchevique | Candidata  |

#### Millor actor revelació
| Actor           | Pel·lícula     | Resultat  |
| --------------- | -------------- | --------- |
| Óscar Jaenada   | Noviembre      | Candidat  |
| Asier Etxeandía | Cabaret        | Guanyador |
| Fernando Tejero | Días de fútbol | Candidat  |

### Televisió

#### Millor actriu protagonista
| actriu      | Sèrie de televisió     | Resultat   |
| ----------- | ---------------------- | ---------- |
| Amparo Baró | 7 Vidas                | Guanyadora |
| Ana Duato   | Cuéntame cómo pasó     | Candidata  |
| Loles León  | Aquí no hay quien viva | Candidata  |

#### Millor actor protagonista
| Actor           | Sèrie de televisió     | Resultat  |
| --------------- | ---------------------- | --------- |
| Imanol Arias    | Cuéntame cómo pasó     | Candidat  |
| Antonio Resines | Los Serrano            | Candidat  |
| Fernando Tejero | Aquí no hay quien viva | Guanyador |

#### Millor actriu secundària
| actriu         | Sèrie de televisió     | Resultat   |
| -------------- | ---------------------- | ---------- |
| Malena Alterio | Aquí no hay quien viva | Guanyadora |
| Mariví Bilbao  | Aquí no hay quien viva | Candidata  |
| María Galiana  | Cuéntame cómo pasó     | Candidata  |

#### Millor actor secundari
| Actor          | Sèrie de televisió     | Resultat  |
| -------------- | ---------------------- | --------- |
| Jesús Bonilla  | Los Serrano            | Candidat  |
| Luis Merlo     | Aquí no hay quien viva | Guanyador |
| Antonio Molero | Los Serrano            | Candidat  |

#### Millor actriu de repartiment
| actriu         | Sèrie de televisió | Resultat   |
| -------------- | ------------------ | ---------- |
| Isabel Gaudí   | Ana y los 7        | Candidata  |
| Alicia Hermida | Cuéntame cómo pasó | Guanyadora |
| Lluvia Rojo    | Cuéntame cómo pasó | Candidata  |

#### Millor actor de repartiment
| Actor        | Sèrie de televisió | Resultat  |
| ------------ | ------------------ | --------- |
| Manolo Caro  | Los Serrano        | Candidat  |
| Tony Leblanc | Cuéntame cómo pasó | Guanyador |
| Mario Martín | Un paso adelante   | Candidat  |

### Teatre

#### Millor actriu protagonista
| Actriu        | Obra de teatre                    | Resultat   |
| ------------- | --------------------------------- | ---------- |
| Elisa Matilla | El burlador de Sevilla            | Candidata  |
| Gloria Muñoz  | Las bicicletas son para el verano | Guanyadora |
| Pepa Pedroche | La celosa de sí misma             | Candidata  |

#### Millor actor protagonista
| Actor             | Obra de teatre                        | Resultat  |
| ----------------- | ------------------------------------- | --------- |
| Adolfo Fernández  | Vida y muerte de Pier Paolo Passolini | Candidat  |
| Carlos Hipólito   | El burlador de Sevilla                | Candidat  |
| Miguel Ángel Solá | Hoy: El Diario de Adán y Eva          | Guanyador |

#### Millor actriu secundària
| actriu          | Obra de teatro                  | Resultat   |
| --------------- | ------------------------------- | ---------- |
| Manuela Paso    | El burlador de Sevilla          | Candidata  |
| Isabel Pintor   | El sueño de una noche de verano | Candidata  |
| Blanca Portillo | Como en las mejores familias    | Guanyadora |

#### Millor actor secundari
| Actor                | Obra de teatro                  | Resultat  |
| -------------------- | ------------------------------- | --------- |
| Israel Elejalde      | El burlador de Sevilla          | Candidat  |
| Israel Frías         | El sueño de una noche de verano | Candidat  |
| Fernando San Segundo | El burlador de Sevilla          | Guanyador |

#### Millor actriu de repartiment
| actriu          | Obra de teatro                  | Resultat   |
| --------------- | ------------------------------- | ---------- |
| Mercedes Castro | Noche de reyes                  | Candidata  |
| Palmira Ferrer  | El sueño de una noche de verano | Candidata  |
| Bárbara Goenaga | Historia de una escalera        | Guanyadora |

#### Millor actor de repartiment
| Actor              | Obra de teatre                    | Resultat  |
| ------------------ | --------------------------------- | --------- |
| David Lorente      | Las bicicletas son para el verano | Guanyador |
| José Luis Martínez | El burlador de Sevilla            | Candidat  |
| Oscar Ortíz Zarate | El sueño de una noche de verano   | Candidat  |